# Monster Hunter (film)
Monster Hunter è un film del 2020 scritto e diretto da Paul W. S. Anderson.
La pellicola, con protagonista Milla Jovovich, è l'adattamento cinematografico dell'omonima serie di videogiochi.

## Trama
Nel Nuovo Mondo, un cacciatore umano viene addestrato per dare la caccia a potenti mostri. Il cacciatore viene però separato dalla sua squadra mentre la loro nave viene attaccata dal Diablos, un mostro sotterraneo. Intanto, sulla Terra, una squadra di Rangers degli Stati Uniti guidata dal capitano Natalie Artemis si trovano alla ricerca di una squadra di soldati che risulta dispersa nel deserto, ma una tempesta incombe e li spinge in un portale nel Nuovo Mondo dove trovano quanto resta dei soldati dispersi e dei loro veicoli. I Rangers vengono avvicinati dal Diablos, e nonostante il Cacciatore intervenga per salvarli, il mostro uccide due membri della squadra; i sopravvissuti si rifugiano in una caverna, dove vengono attaccati dai Nerscylla, uno sciame di ragni giganti: Artemis viene colpita dal loro veleno paralizzante, e viene portata nella loro tana nonostante i suoi compagni tentino di salvarla. Risvegliatasi nella tana, Artemis vede che la sua squadra è morta o infettata mortalmente dallo sciame dei Nerscylla, ed è costretta a fuggire dando fuoco alla tana. Una volta tornata in superficie, Artemis incontra il Cacciatore, e dopo una lotta tra i due, entrambi accettano di collaborare.
Artemis viene a sapere che i portali vengono creati dalla Torre del Cielo, una struttura situata nel deserto; per attraversarlo in sicurezza, raggiungere la torre e tornare a casa, il Cacciatore rivela che è necessario uccidere il Diablos. Artemis coglie la palla al balzo e si fa insegnare dal Cacciatore le sue particolari tecniche di combattimento; passato del tempo, i due installano una trappola per uccidere il Diablos usando il veleno dei Nerscylla. Il piano riesce, con Artemis che infligge al mostro il colpo di grazia, ma il Cacciatore rimane gravemente ferito e Artemis lo aiuta ad attraversare il deserto tramite una barella costruita in fretta e furia. I due raggiungono un'oasi popolata dagli Apceros, dinosauri a forma di tartaruga (e simili agli Anchilosauri del Cretaceo). L'arrivo di un Rathalos, una viverna sputafuoco, provoca una fuga tra gli Apceros, e Artemis e il Cacciatore vengono salvati da un gruppo guidato dall'Ammiraglio; questi spiega che la Torre del Cielo fu costruita dalla prima civiltà per viaggiare attraverso i mondi, usando i mostri per proteggerla. Sapendo che ora è il Rathalos il nuovo guardiano della Torre del Cielo, Artemis decide di uccidere il mostro.
Viene dunque ingaggiata una battaglia contro la viverna e Artemis riesce ad attraversare il portale e a tornare nel suo mondo; il Rathalos riesce però anch'esso ad attraversare il portale, portando così il caos sulla Terra. Artemis riesce a tenere aperto il portale quel tanto che basta per permettere al Cacciatore di attraversarlo e finire il Rathalos. I festeggiamenti per la vittoria però durano poco, perché un altro mostro appare a guardia della Torre del Cielo, ovvero un drago nero noto come Gore Magala. L'Ammiraglio nota che, fintanto che il portale rimarrà aperto, ci sarà sempre il rischio che i mostri raggiungano la Terra per portare morte e distruzione; Artemis conclude dunque che la cosa migliore da fare è trovare un modo per distruggere la Torre del Cielo.
In una scena durante i crediti di coda, Palico, il compagno felino dell'Ammiraglio, arriva per aiutare i protagonisti a combattere il Gore Magala, mentre un misterioso individuo incappucciato assiste alla battaglia dalla cima della Torre.

## Produzione
Le riprese, iniziate il 5 ottobre 2018 a Città del Capo, sono terminate il 19 dicembre dello stesso anno.

## Promozione
Il primo teaser trailer del film è stato diffuso il 3 ottobre 2020 sul canale YouTube della Sony Pictures Entertainment.

## Distribuzione
Il film, inizialmente programmato per il 4 settembre 2020, rinviato all'aprile 2021 a causa della pandemia di COVID-19 e poi al 25 dicembre 2020,, è stato distribuito nelle sale cinematografiche statunitensi a partire dal 18 dicembre 2020 e in quelle italiane dal 17 giugno 2021.
In Cina, dove sarebbe dovuto uscire il 4 dicembre 2020, il film è stato rinviato a causa di una battuta razzista nei confronti del popolo cinese.

## Accoglienza

### Critica
Il film ha diviso la critica, tra chi lo boccia senza attenuanti e chi ne elogia lo spirito d'intrattenimento: David Ehrlich, critico di IndieWire, lo descrive come "terribile, stupido e inguardabile, uno degli adattamenti di videogame più grigi e meno fantasiosi mai realizzati".
Sull'aggregatore Rotten Tomatoes il film riceve il 49% delle recensioni professionali positive con una media voto di 4,6 su 10 basato su 59 critiche, mentre su Metacritic ottiene un punteggio di 45 su 100 basato su 16 recensioni.

## Riconoscimenti
- 2021 - VES Awards[14]
  - Candidatura per la miglior simulazione di effetti visivi a Vimal Mallireddy, Warren Lawtey, Tom O'Bready e Dominik Haase